# Oberlaus
Oberlaus ist ein Ortsteil der Gemeinde Feldkirchen-Westerham im Landkreis Rosenheim. Der Weiler liegt an der nordwestlichen Grenze der Gemeinde westlich von Unterlaus sowie linksseits und nördlich über dem Tal des Kupferbachs auf einer Höhe von etwa 621 m ü. NHN. Er hat 19 Einwohner (Stand 31. Dezember 2004). Oberlaus bildet zusammen mit Unterlaus den Gemeindeteil Laus.

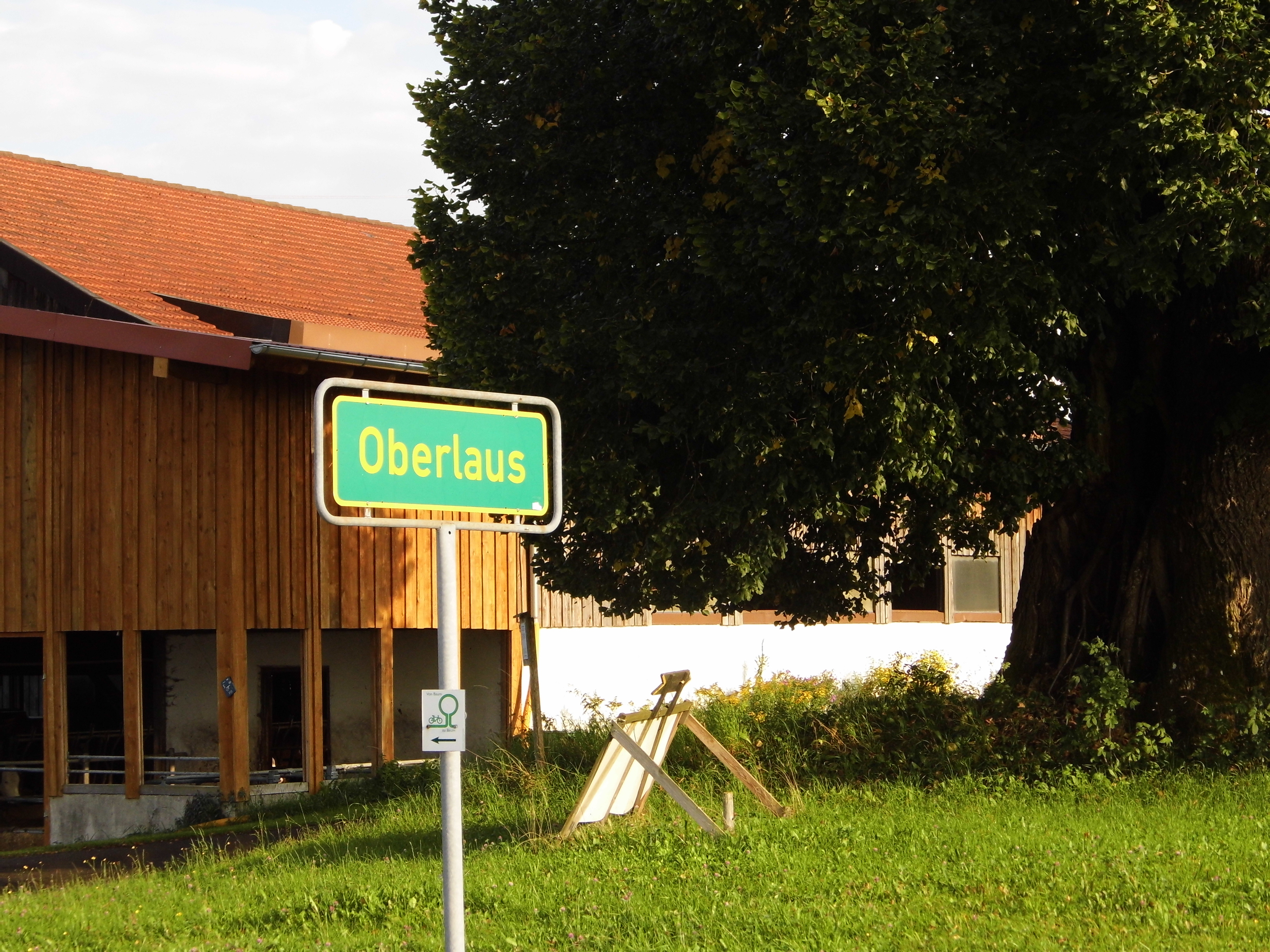
Oberlaus, Ortshinweistafel a. d. Linde neben der RO3

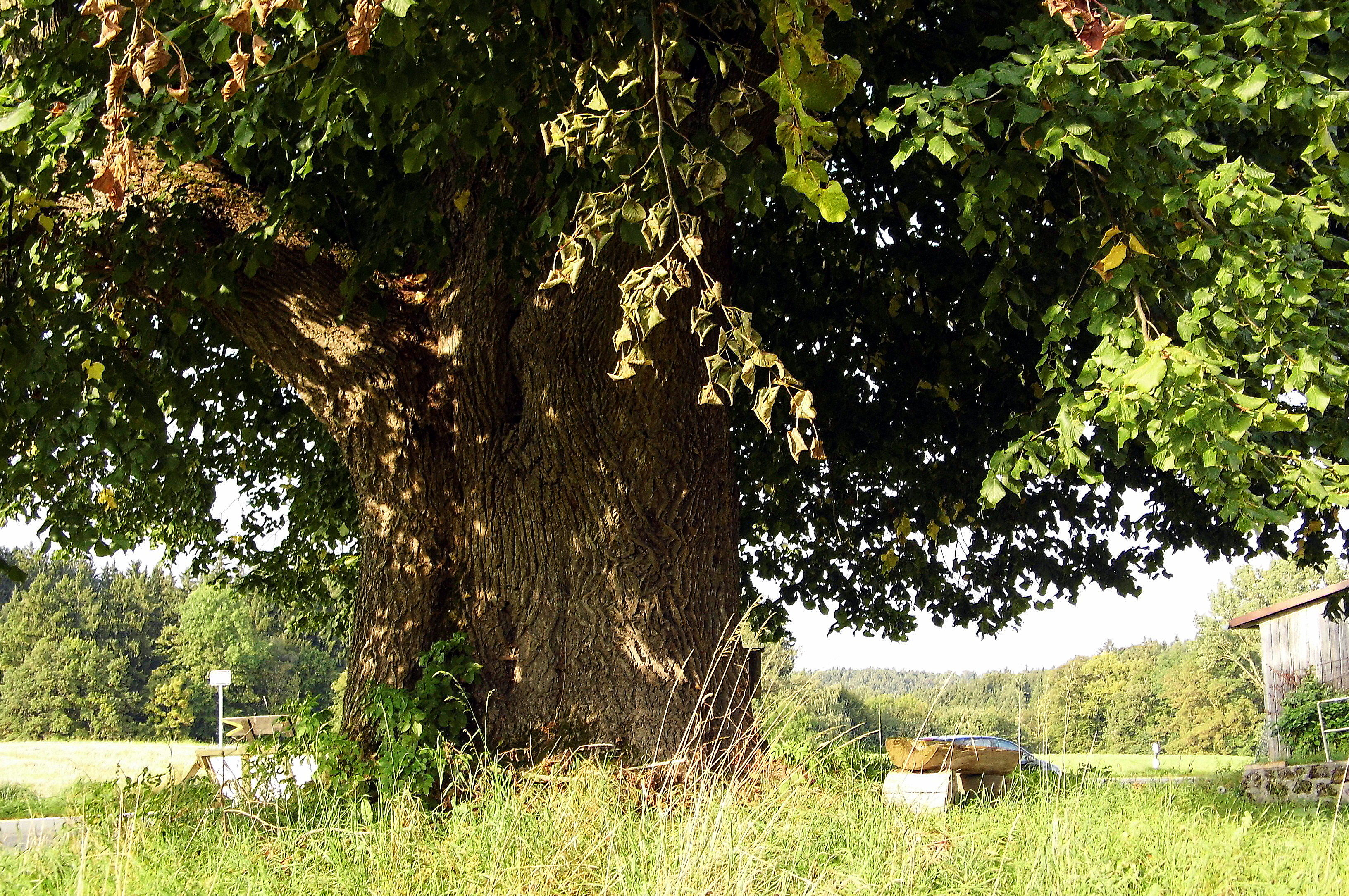
Oberlaus, Stamm d. alten Linde a. d. RO3